# Alžběta Namurská

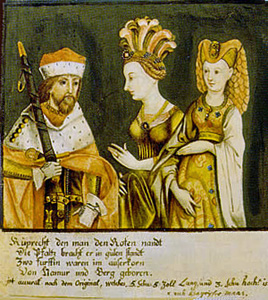
Ruprecht Falcký s manželkami

Alžběta Namurská (1329/1340 – 29. března 1382, Heidelberg) byla dcerou namurského markraběte Jana I. a manželkou falckého kurfiřta Ruprechta I.

## Život
Narodila se z druhého manželství namurského markraběte z rodu Dampierre Jana I. (1267 - 1330) s Marií z Artois (1291 - 1365). Rodiče se vzali v roce 1309 a Alžběta byla jejich jedenáctým a posledním dítětem. Otec, který zemřel pár měsíců po jejím narození, byl synem flanderského hraběte Kvída a jeho ženy Izabely. Ta byla dcerou lucemburského hraběte Jindřicha V. Velikého a tetou císaře Jindřicha VII., manželovi přinesla věnem Namurské markrabství. Matka Marie se narodila z manželství artoiského hraběte Filipa s Blankou Bretaňskou (dcera Beatrix Anglické) a její sestra Markéta se provdala za syna francouzského krále Filipa III.
Alžběta měla deset starších sourozenců, čtyři bratří usedli na namurský markraběcí stolec: Jan II. († 1335), Kvído II. († 1336), Filip III. († 1337) a Vilém I. († 1339); dále měla bratry: Jindřicha († 1333), Ludvíka († 1378/86) a Roberta († 1391); sestra Markéta († 1383) dožila svůj život v klášteře, Marie († 1357) se provdala za Jindřicha II. z Viandenu a Blanka († 1363) se po manželově boku stala královnou norskou a švédskou.
Asi v roce 1350 se Alžběta provdala za o dvacet let staršího falckého kurfiřta Ruprechta I. Manželství zůstalo bezdětné a ukončila jej Alžbětina smrt. Manžel se znovu oženil až téměř tři roky po její smrti a to s mladičkou Beatrix z Bergu.